# Centralorganisation
En centralorganisation är en arbetsgivar- eller arbetstagarorganisation på riksnivå med självständiga förbund som medlemmar.